# Shubha Mudgal
Sputa Mulgar (Allahabad, 1959) es una cantante india, una de las intérpretes más reconocidas por interpretar música clásica como la indostánica, Khayal, Thumri, Dadra y otros estilos tradicionales de la música india.
Ha sido galardonada con el Premio Nacional de Cine en 1996, por la "National Film Award for Best Non-Feature Film Music Direction" de 'Amrit Beej'; el disco de oro como premio en la 34 ª Festival Internacional de Cine en Chicago, tras haber interpretado el tema musical de la película Dance of the Wind (1997); y el premio Padma Shri en 2000. También forma parte de los movimientos progresistas como ANHAD y SAHMAT. 

## Biografía
Nació en el seno de una familia académica, Skand y Jaya Gupta, originarios de Allahabad, Uttar Pradesh. Sus padres eran profesores de literatura y de inglés en la Universidad de Allahabad, aunque con profundos intereses en música clásica indostánica y Kathak. Su abuelo paterno, era el profesor P.C. Gupta, que también fue catedrático de la Universidad de Allahabad.
Asistió al Convento de Santa María de un Colegio Interamericano. Cuando era niña ella comenzó a aprender a bailar una danza típica llamada "Kathak" en Allahabad, siguiendo los pasos de su hermana. Más adelante se dedicó a la música clásica indostánica como una vocación de su elección, manteniendo la misma actitud individualista. Su primer maestro tradicional (gurú) fue Ramashreya Jha.

## Carrera
Shubha Mudgal comenzó a participar como cantante de música clásica indostánica en los años 80, ella ha ganado una cierta reputación como cantante profesional. En los años 90, comenzó a experimentar con otras formas de estilos o géneros musicales, incluyendo la música pop y otras variedades de fusión. Ella ha compuesto y cantado una canción de un título de serie N º 1, perteneciente al dúo Diya Aur Baati Hum, que lo cantó junto a Kailash Kher. Basada en la versión popular de música folklórica y tradicional del Rajasthani.

## Discografía
- Ali More Angana (1996)
- Arasial (1998)
- Classically Yours (1999) ISBN D4HV2718
- Ab ke Sawan
- Pyaar Ke Geet
- Mann Ki Manjeree
- Kisson Ki Chadar (2003)[1]
- Shubh Deepavali (2005)
- Anand Mangal
- The Awakening (2006)[2]
- Jahan-E-Khusrau (2007)
- No Stranger Here (2012)[3]